# Convenția de la Lomé
Convenția de la Lomé este un acord comercial și de ajutor între Uniunea Europeană (UE) și 71 de țări din Africa, Caraibe și Oceania (ACP), prima dată semnată în februarie 1975 în Lomé Togo.

## Istoria
Prima convenție de la Lomé (Lomé I), are a intrat în viigoare în aprilie 1976, a fost creată să asigure un nou cadru de cooperare între, pe atunci, Comunitatea Europeană (CE) și țările în curs de dezvoltare din zona ACP, în particular foste colonii britanice, olandeze, belgiene și franceze. A avut două aspecte principale.
Convenția a făcut posibil pentru majoritatea țărilor ACP, care au economii agrare și/sau exportatoare de minerale să poată exporta în Comunitatea Europeană fără granițe vamale. Accesul a fost preferențial cu un sistem bazat pe cote pentru diferite produse ca și zahar, carne de vită, să intre în competiție cu agricultura Comunității Europene. În al doilea rând, Comunitatea Europeană s-a angajat să ajute țările din ACP prin investiții și ajutor cu 3 miliarde de ECU.